# 20518 Rendtel
20518 Rendtel è un asteroide della fascia principale. Scoperto nel 1999, presenta un'orbita caratterizzata da un semiasse maggiore pari a 3,2045820 UA e da un'eccentricità di 0,1083843, inclinata di 10,64110° rispetto all'eclittica.